# Fudge Tunnel
Fudge Tunnel fue una banda de heavy metal formada en Nottingham, Inglaterra por Alex Newport, David Riley y Adrian Parkin. Después de dos sencillos críticamente aclamados en Pigboy Records ("Fudge Tunnel" en 1989, "The Sweet Sound of Excess" en 1990), firmaron por Earache Records en Nottingham. Su álbum debut fue Hate Songs in E Minor, el cual atajo una gran cantidad de interés de la prensa después que la portada original del álbum fue confiscada por el Nottingham Vice Squad.
La reputación de Fudge Tunnel fue construida sobre su sonido de guitarra y el sentido del humor irónico, el cual no siempre fue del gusto de la prensa musical.
Dos Álbumes más siguieron en 1993 (Creep Diets) y en 1994 (The Complicated Futility of Ignorance), al igual que una colaboración entre Max Cavalera de Sepultura y Alex Newport de Fudge Tunnel en el proyecto Nailbomb, en el cual vio un álbum de estudio y un álbum en vivo de su participación en el Dynamo Open Air Festival.
Después del lanzamiento de su tercer álbum, la banda se separó. David Ryley dirigió su sello BGR Records por un tiempo. Adrian Parkin tocó con Tubesurfer hasta 1996, momento en que también se separaron, y él volvió a trabajar como aparejador en Bolton. Alex Newport siguió una exitosa carrera como productor y mezclador, ahora vive y dirige su estudio su propio estudio en Nueva York. Ha producido discos de At the Drive-In, The Mars Volta, The Icarus Line, Ikara Colt y muchos otros. También formó la banda Theory of Ruin, quien lanzaron un álbum, Counter Culture Nosebleed y el EP Frontline Poster Child, ambos en Escape Artist Records.

## Discografía

### Sencillos and EP
- "Fudge Tunnel" (Pigboy/Vinyl Solution, 1989, PIG2)
- "The Sweet Sound of Excess" (Pigboy/Vinyl Solution, 1990, 12PIG4)
- "Fudgecake" (Pigboy/Vinyl solution/Cargo, 1992, OINK11)
- "Teeth" EP (Earache/Relativity, 1992, MOSH57)
- "The Joy of Irony" (Earache, 1994, 7MOSH124)

### Álbumes
- Hate Songs In E Minor (Earache/Relativity, 1991, MOSH36)
- Creep Diets (Earache/Columbia, 1993, MOSH64)
- The Complicated Futility of Ignorance (Earache, 1994, MOSH119)

### Compilados
- Grey - Dining Hall Classics (Sony, 1993)
- In a Word (Earache, 1994, MOSH99)
- Whore - Various Artists Play Wire (WMO, 1996, WMO2CD)